# Qtpfsgui
Qtpfsgui (Más conocido como Luminance HDR) es una aplicación con interfaz gráfica de usuario, de código abierto, que tiene como propósito la creación de imágenes en HDR.
El objetivo es crear un fichero HDR a partir de un conjunto de imágenes de la misma escena tomada con diferentes configuraciones de exposición. El resultado final es exportable a un formato estándar de imagen.
Qtpfsgui está disponible para las plataformas Linux, Windows y Mac OS X.

## Soporte
Qtpfsgui tiene soporte para varios formatos HDR:
- OpenEXR (extensión: exr)
- Radiance RGBE (extensión: hdr)
- Formatos TIFF: 16 bit, 32 bit y LogLuv (extensión: tiff)
- RAW formato de imagen (extensión: varias)
- PFS formato nativo (extensión: pfs)

También soporta varios formatos no HDR:
- JPEG
- PNG
- PPM
- PBM
- TIFF (8 bit)

## Significado del nombre
1. Qt: El programa utiliza Qt 4 para mostrar los objetos gráficos.
2. pfs: la principal biblioteca de entorno y la base original del código fuente.
3. gui: Acrónimo de graphical user interface (Interfaz gráfica de usuario).

## Galería

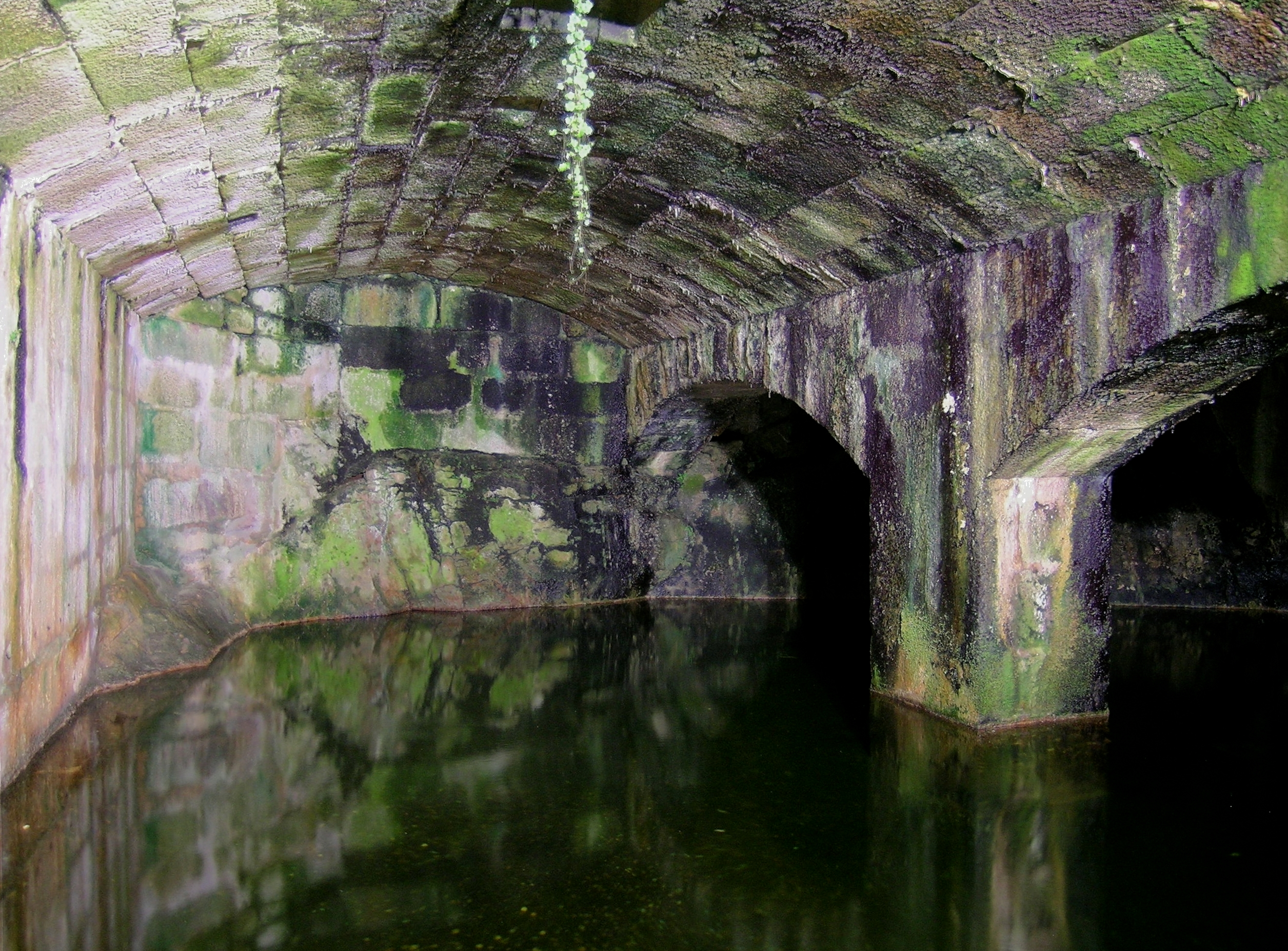
Cisterna en el Castillo de San Antón (La Coruña) (España)